# Diplocephalus graecus
Diplocephalus graecus là một loài nhện trong họ Linyphiidae.
Loài này thuộc chi Diplocephalus. Diplocephalus graecus được Octavius Pickard-Cambridge miêu tả năm 1872.